# Nagia pilipes
Nagia pilipes är en fjärilsart som beskrevs av Achille Guenée 1852. Nagia pilipes ingår i släktet Nagia och familjen nattflyn. Inga underarter finns listade i Catalogue of Life.